# Гутурама пістрявобока
Гутура́ма пістрявобока (Euphonia fulvicrissa) — вид горобцеподібних птахів родини в'юркових (Fringillidae). Мешкає в Панамі, Колумбії і Еквадорі.

## Опис

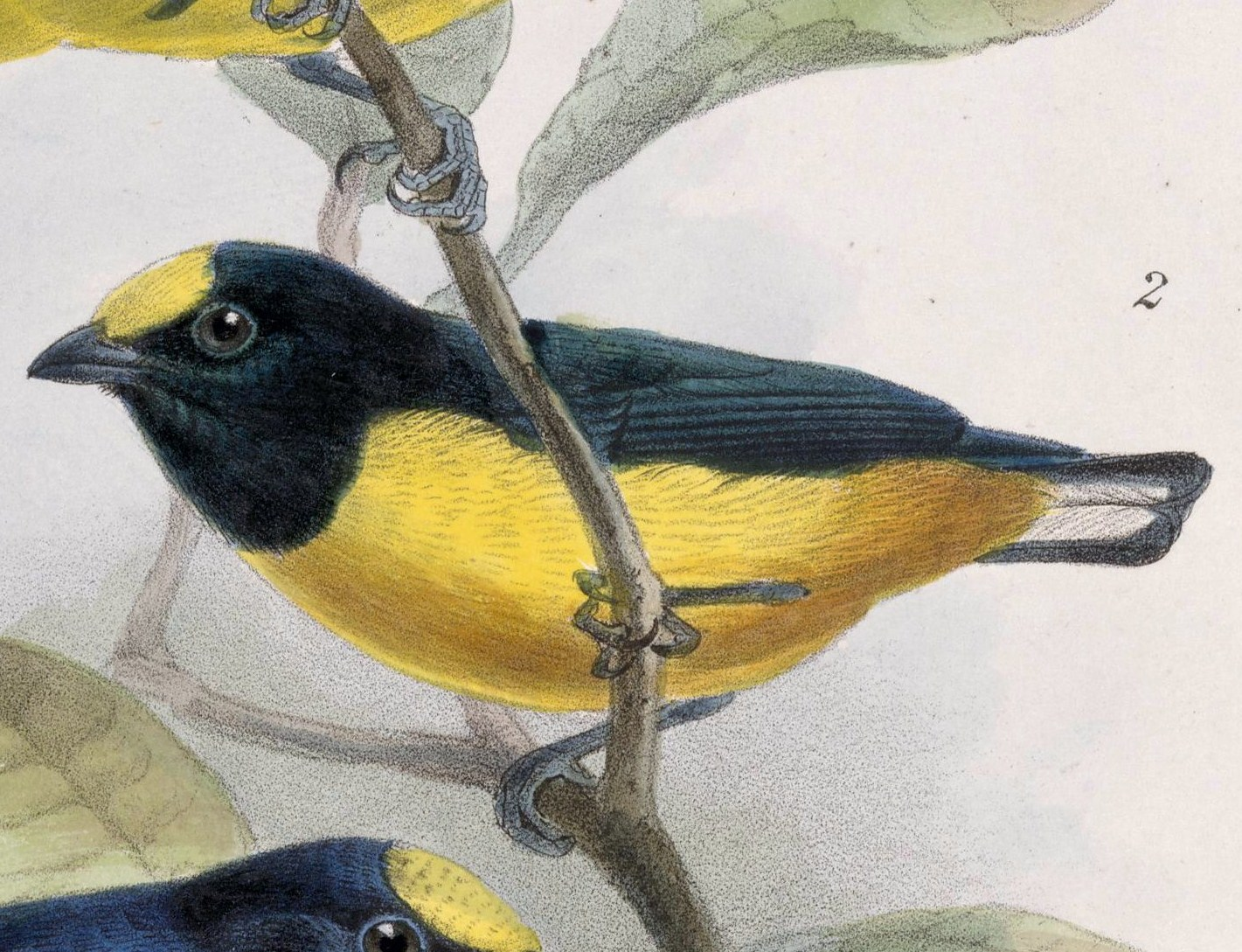
Пістрявобока гутурама

Довжина птаха становить 9 см, вага 10-13 г. У самців голова, горло, спина, крила і хвіст синювато-чорні, груди і живіт золотисто-жовті, гузка іржасто-руда, на лобі жовта пляма. У самиць верхня частина тіла оливково-зелена, нижня частина тіла жовта. Очі темно-карі, дзьоб і лапи чорнуваті.

## Підвиди
Виділяють три підвиди:
- E. f. fulvicrissa Sclater, PL, 1857 — від Панами до західної Колумбії;
- E. f. omissa Hartert, E, 1913 — північна і центральна Колумбія;
- E. f. purpurascens Hartert, E, 1901 — південно-західна Колумбія (Нариньйо) і івнічно-західний Еквадор.

## Поширення і екологія
Пістрявобокі гутурами живуть у вологих рівнинних тропічних лісах, на узліссях і галявинах. Зустрічаються парами або невеликими сімейними зграйками, переважно на висоті до 500 м над рівнем моря. Живляться ягодами і плодами, доповнюють свій раціон дрібними комахами та іншими безхребетними. Сезон розмноження триває з січня по липень. Гніздо кулеподібне, будується самицею і самцем, розміщується на дереві. Воно складається з зовнішньої частини, сплетеної з гілочок і рослинних волокон і внутрішної, встеленої мохом, пухом або іншим м'яким матеріалом. В кладці від 2 до 5 яєць. Інкубаційний період триває приблизно 2 тижні. Пташенята покидають гніздо через 3 тижні після вилуплення, однак батьки продовжують піклуватися про них ще деякий час. Насиджує лише самиця, за пташенятами доглядають і самиці, і самці.